# Владимир (Шикин)
Иеромона́х Влади́мир (в миру Владимир Николаевич Шикин; 25 июня 1947 — 23 марта 2000) — иеромонах Русской православной церкви, клирик Троицкого собора Серафимо-Дивеевского монастыря с 1993 по 2000 год.

## Биография
Родился в селе Нижняя Ярославка Сосновского района Тамбовской области в семье учителей. После окончания средней школы поступил в Воронежский монтажный техникум. По окончании его — в Московский государственный университет на факультет журналистики. По окончании университета работал сотрудником газеты «Труд», дворником на московской улице Сретенка, преподавателем средней школы на своей родине в Тамбовской области, внештатным сотрудником редакции «Советская энциклопедия» и журнала «Природа и человек».
Под влиянием трудов русских философов В. Соловьёва, Н. Бердяева, П. Флоренского, А. Лосева пришёл к православной вере. Был духовным чадом архимандрита Иосифа (Сафонова), служившего в с. Внуто Хвойнинского района Новгородской области.
В 1984 году женился на преподавательнице Московской государственной консерватории Ирине Васильевой. В 1985 году у них родился сын Арсений, в 1989 — дочь Лидия.
Весной 1992 года семья Шикиных переехала в с. Дивеево Нижегородской области, где после окончания гонений на Православную церковь началось возрождение Серафимо-Дивеевского монастыря.
2 мая 1993 года в Свято-Троицком соборе Серафимо-Дивеевского монастыря был рукоположен во диакона, а 31 октября 1993 года в кафедральном соборе г. Арзамаса — во священника. Хиротонию совершал епископ Иерофей (Соболев), викарий Нижегородской епархии.
С 1993 по 2000 год служил священником Троицкого собора Серафимо-Дивеевского монастыря.
Был сторонником канонизации царской семьи.
Осенью 1999 года у отца Владимира врачи обнаружили онкологическое заболевание. Лечение и операция не принесли результата.
Незадолго перед смертью, 20 января 2000 года принял монашеский постриг в храме Рождества Пресвятой Богородицы Серафимо-Дивеевского монастыря.
Умер 23 марта 2000 года в подмосковном военном госпитале.
Похоронен за алтарём Троицкого собора Серафимо-Дивеевского монастыря, где он служил священником.
Могила иеромонаха Владимира пользуется почитанием у верующих.

## Оценки личности
После кончины иеромонаха Владимира в массовом сознании произошла определенная мифологизация его образа. В рассказах о нем, передававшимся из уст в уста, размещенных на православных интернет-форумах, образ иеромонаха Владимира был идеализирован и дополнен необычайными способностями.
Это легендарное начало в массовом восприятии образа иеромонаха Владимира ярко выражено в данном эпизоде:

Есть легенда о его болезни и смерти. В августе 1999 года в Дивеево приехала одна семья. Верующая жена привезла к отцу Владимиру тяжелобольного мужа. Врачи ему помочь уже не могли, оставалась надежда на чудо. И оно случилось. После долгой и мучительной исповеди у отца Владимира умирающий мужчина пошел на поправку. Этот факт засвидетельствовала в своем письме в Дивеево его супруга: муж чудесно исцелился от онкологического заболевания. А еще она сообщила со слов своего мужа и другую подробность. Во время той решающей исповеди отец Владимир, видя неумение гибнущего человека принести покаяние, обнял его за плечо и сказал: «Не переживай, все твои грехи я беру на себя». Спустя короткое время врачи диагностировали у батюшки рак.— Памяти иеромонаха Владимира Шикина. «Русская линия» от 23.03.2007
Определенную роль в мифологизации образа отца Владимира сыграла и книга Е. В. Ерофеевой «Пасхальная память. Воспоминания об иеромонахе Владимире (Шикине)», которая вызвала довольно острую критику.
В частности, священник Алексий Плужников критиковал данную книгу за то, в ней «создаётся фантастический образ „настоящего“ священника».
Доктор филологических наук Юрий Архипов указывал, вред данной книги заключается в том, что «отец Владимир навязывается в качестве святого. Ему приписывается абсолютное ясновидение». Призывая верующих не творить кумира из покойного иеромонаха Владимира, Ю. Архипов утверждает:

Отец Владимир был скромным человеком, и по свидетельству протоиерея Александра Шаргунова, спрашивал у него совета, как следует относиться к тем или иным современным проблемам, в том числе, к проблеме ИНН, и был согласен с ним. Последний такой разговор был за несколько дней до его смерти. И в вопросах отца Владимира не было даже намека на откровения, якобы пришедшие к нему свыше, на чем так настаивает Е. Ерофеева.— Ю. Архипов, Осторожно! Манипуляция святостью! О книге Е.Ерофеевой «Пасхальная память»